# جو توماس (موسيقي)
جو توماس (بالإنجليزية: Joe Thomas)‏ هو موسيقي أمريكي، ولد في 24 يوليو 1909 في ويبستر غروفز في الولايات المتحدة، وتوفي في 6 أغسطس 1984 في نيويورك في الولايات المتحدة.

## وصلات خارجية
- جو توماس على موقع ميوزك برينز (الإنجليزية)
- جو توماس على موقع أول ميوزيك (الإنجليزية)
- جو توماس على موقع ديسكوغز (الإنجليزية)